# Radio-paging code No. 1
Radio-paging code No. 1 (umgangssprachlich und im Folgenden POCSAG genannt) bezeichnet ein Protokoll für Funkrufdienste, entwickelt von der britischen Post Office Code Standard Advisory Group, deren Kurzwort die umgangssprachliche Bezeichnung des Protokolls ist. Aufbau und Funktionsweise gehen aus der Empfehlung Rec. ITU-R M.584-2 der Internationalen Fernmeldeunion hervor.

## Funktionsweise
Ein Funkruf setzt sich immer mindestens aus einer Präambel, einem Synchronwort und einem Batch zusammen. Ein Batch besteht dabei aus acht Frames, und jedes Frame enthält zwei Codewörter.
Die Präambel besteht aus einer 576 Bit langen 1-0 Folge, was der Länge eines Batches + eines Frames (also insgesamt 9 Frames) entspricht. Sie dient dazu, den Empfänger mit dem Funkruf zu synchronisieren.
Ein Synchronwort ist stets 32 Bit lang und dient zur Trennung der Präambel und des ersten Batches bzw. der Batches untereinander. Es ist stets wie folgt zusammengesetzt: 01111100 11010010 00010101 11011000.
Ein Codewort ist ebenfalls 32 Bit lang. Es werden Adress- und Nachrichtenwörter unterschieden, welche sich wie folgt zusammensetzen:
| Bit(s)          | 1                                                                  | 2 bis 19                          | 20 bis 21     | 22 bis 31 | 32          |
| Adresswort      | Codewortbeschreibung (0 für eine Adresse und 1 für eine Nachricht) | 18 höchstwertige Bits der Adresse | Funktionsbits | Prüfsumme | Paritätsbit |
| Nachrichtenwort | Codewortbeschreibung (0 für eine Adresse und 1 für eine Nachricht) | Nachricht                         | Nachricht     | Prüfsumme | Paritätsbit |

Die Adresse ist 21 Bit lang. Diese wird in einen höchstwertigen Teil (18 Bit) und einen niedrigstwertigen Teil (3 Bit) unterteilt. Somit lässt sich ein Adressbereich von 0 000 000 bis 2 097 151 darstellen.
Die 18 höchstwertigen Bit (2-19) werden innerhalb des Adresscodewortes übertragen.
Die drei niedrigstwertigen Bit werden nicht innerhalb der Codewörter übertragen, sondern ergeben sich aus der Position des Adresscodewortes. Zu diesem Zweck sind die 8 Frames eines Batches nummeriert (0-7). Diese Nummerierung lässt sich auch binär mit 3 Bit (23=8) darstellen, welche die fehlenden 3 Bit der bis zur vollständigen Adresse (bestehend aus 21 Bit) ergänzen.
Die beiden Funktionsbits (20-21) werden umgangssprachlich als Sub-RIC bezeichnet und durch die Buchstaben A–D dargestellt. Diese Sub-RIC ist verpflichtend, weshalb jede RIC-Adresse einen anschließenden Buchstaben trägt und die verfügbaren Adressen somit auf rund 8 Mio. Möglichkeiten erhöht.
Beispiel:
- 18 höchstwertige Bit innerhalb des Adresscodewortes: 100101101001011001.
- Das Adresscodewort wird in Frame 3 übertragen. Daraus ergeben sich folgende drei niedrigstwertigen Bit: 011.
- Die Funktionsbits lauten: 01

Die 18 höchstwertigen und drei niedrigstwertigen Bit werden mit den Funktions Bit verkettet und ergeben folgende Adresse: 100101101001011001 011 01 (1 233 611 B).

## Empfang

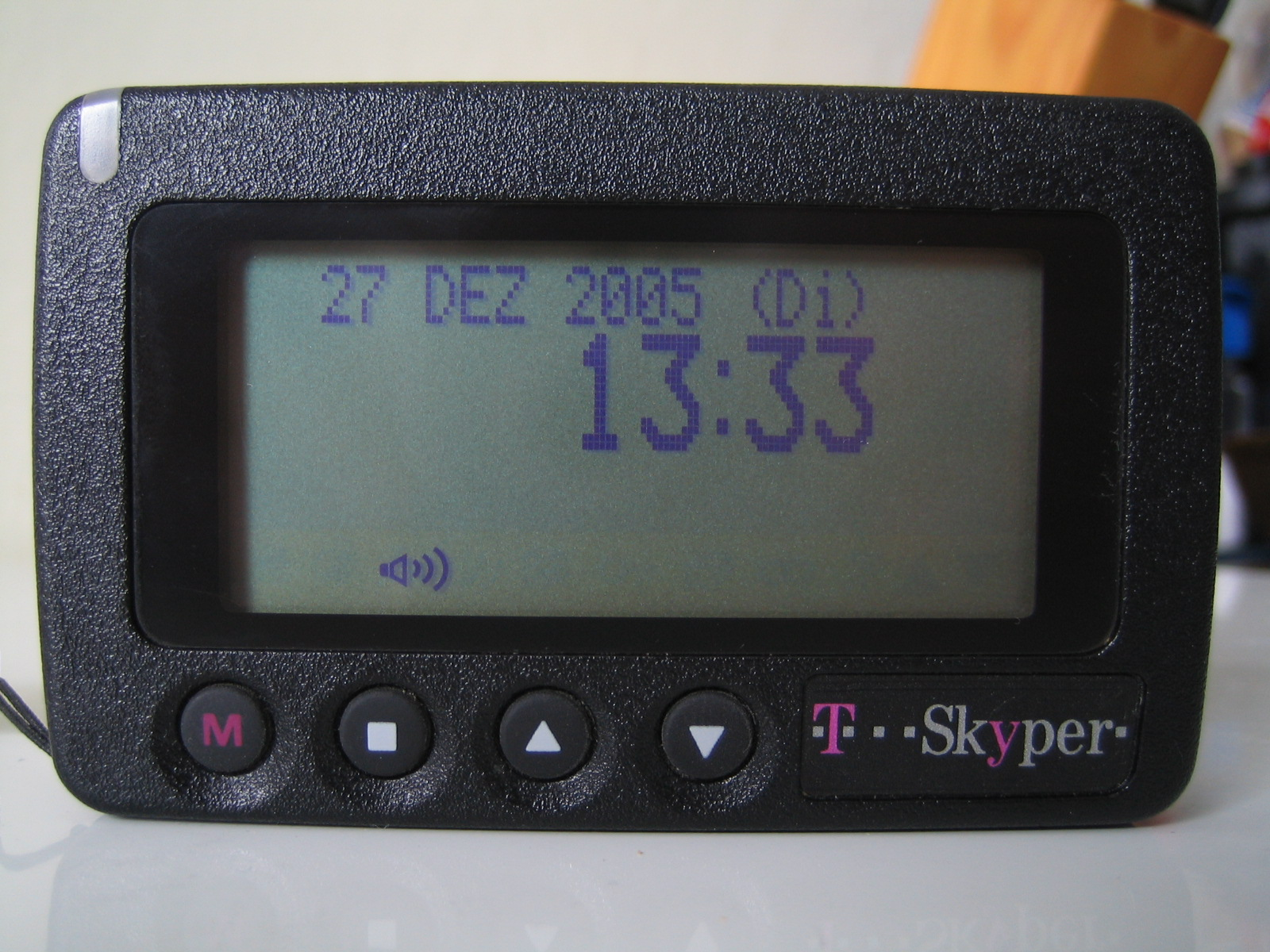
Skyper (für POCSAG-Dienst des Amateurfunks umgebaut)

Ein Funkmeldeempfänger (kurz: Pager) oder auch Digitaler Meldeempfänger (DME) ist ein kleines Gerät mit einem HF-Empfänger und einem Dekodierer für POCSAG-Signale.
Eine andere Möglichkeit POCSAG-Nachrichten anzuzeigen besteht darin, einen Empfänger (z. B. Funkscanner oder Funkgerät) an einen Computer anzuschließen und die Dekodierung mittels Software ausführen zu lassen. Jeder Funkrufdienst hat seine eigene Frequenz und jeder Pager hat seine eigene Adresse, wobei auch eine Gruppenbildung möglich ist.

## Nutzung in Deutschland
Im Bereich des BOS-Funk wird POCSAG zur digitalen Alarmierung genutzt. Feuerwehren und Rettungsdienste bekommen hierbei ihre Einsatzaufträge in Textform, mit Angabe des Einsatzortes und -anlass (teilweise mit Geo-Koordinaten) auf den Melder geschickt.
Mit POCSAG ist aber keine bidirektionale Kommunikation mit Rückmeldefunktion wie mit TETRA möglich, die im Bereich Behörden und Organisationen mit Sicherheitsaufgaben in den nächsten Jahren angestrebt werden soll. Das bedeutet, dass die Übermittlung nur in eine Richtung erfolgt, also vom Alarmgeber zum Empfänger (Simplex).

### Frequenzen
Zur Übermittlung von POCSAG-Nachrichten im BOS-Funk dienen in Deutschland das 2-Meter- und das 70-Zentimeter-Band, wobei die Alarmierung im 2-m-Band auf den entsprechend ausgestatteten Landkreis oder die jeweilige Kreisfreie Stadt begrenzt ist, während die Alarmierung im 70-cm-Band deutschlandweit erfolgt (über rund 800 Sendestationen).
Die 2-m-Variante ist die offizielle Variante, welche von Landkreisen und Kreisfreien Städten getragen wird, dort liegt die Verantwortung für das System in einer Hand. Die 70-cm-Variante ist dagegen ein kommerzielles Angebot, so liegt die Verantwortung beim Netzbetreiber.
Die Frequenzen werden von der Bundesnetzagentur vergeben und lauten:
| Organisation(en)                                     | Nutzung                                           | Frequenzbereich                                    | Kanalbandbreite |
| 2-Meter-Band                                         | 2-Meter-Band                                      | 2-Meter-Band                                       | 2-Meter-Band    |
| ---------------------------------------------------- | ------------------------------------------------- | -------------------------------------------------- | --------------- |
| Behörden und Organisationen mit Sicherheitsaufgaben  | In Betrieb                                        | verschiedene Frequenzen im Bereich von 163–174 MHz |                 |
| Amateurfunk-Funkrufdienst                            | In Betrieb                                        | 144,8625 MHz                                       | 25 kHz          |
| 70-Zentimeter-Band                                   |                                                   |                                                    |                 |
| Amateurfunk-Funkrufdienst                            | In Betrieb                                        | 439,9875 MHz                                       |                 |
| Funkrufnetz#TeLMI                                    | 1995–2002                                         | 448,425 MHz                                        | 25 kHz          |
| e*message/e*Bos (läuft auf der alten Telmi-Frequenz) | In Betrieb                                        | 448,425 MHz                                        | 25 kHz          |
| Quix                                                 | 1995–2000                                         | 448,475 MHz                                        | 25 kHz          |
| Skyper                                               | 1996–2013                                         | 465,970 MHz                                        | 20 kHz          |
| Cityruf/Euromessage                                  | keine Angabe                                      | 466,075 MHz                                        | 20 kHz / 25 kHz |
| Scall                                                | Offiziell von 1994 bis 2002, tatsächlich bis 2010 | 466,230 MHz                                        | 20 kHz          |

## Nutzung in Luxemburg
Als Träger der Zivilen Sicherheit ist in Luxemburg das Großherzogliche Korps für Feuerwehr und Rettungsdienst hauptsächlicher Nutzer des von seinem Vorgänger aufgebauten, mittlerweile allerdings an einen privaten Betreiber ausgelagerten Alarmierungsnetzes, welches ebenfalls durch die Polizei zur Alarmierung ihrer eigenen Einheiten als auch des diensthabenden Untersuchungsrichters genutzt wird.
Darüber hinaus nutzen Funkamateure in Luxemburg (teils unter Mitnutzung von Sendern im benachbarten Rheinland-Pfalz) ein eigenes Alarmierungsnetz auf der Frequenz 144,8625 MHz.

## Nutzung in Österreich
In Österreich unterscheidet sich die Art der Alarmierung der Behörden und Organisationen mit Sicherheitsaufgaben je nach Bundesland.

### Wien und Niederösterreich
Für die Bundeshauptstadt Wien und Niederösterreich ist seit dem Jahr 2004 neben dem ebenfalls parallel eingesetzten TETRA-Funk ein flächendeckendes Pagernetz mit POCSAG-Protokoll aufgebaut und wird von 144 Notruf Niederösterreich unter dem Namen pagernetz.at als Alarmierungsmittel für die Rettungsmittel inklusive der Hubschrauber oder First Responder sowie der Feuerwehren betrieben.

### Vorarlberg
Im Bundesland Vorarlberg wird von der Rettungs- und Feuerwehrleitstelle (RFL) ein Pagernetz betrieben, mit dem alle Organisationen und Behörden mit Sicherheitsaufgaben flächendeckend alarmiert und informiert werden können.

### Salzburg
Im Bundesland Salzburg wird seit 2002 vom Roten Kreuz Salzburg ein Pagernetz für die Alarmierung verwendet.

## Software zum Dekodieren von POCSAG-Nachrichten
| Programm       | Grundlage                                   | Lizenz                           |
| -------------- | ------------------------------------------- | -------------------------------- |
| BosMon         | Windows                                     | kostenlos & kommerziell          |
| BOS2Web        | Apache / MySQL                              | kommerziell                      |
| FMS32/FMS32pro | Windows                                     | kommerziell                      |
| FMS Crusader   | Java Runtime Environment                    | kommerziell                      |
| monitor        | Linux                                       | Vorgänger von monitord           |
| monitord       | Windows / Linux                             | Open Source unter GPL (v3)       |
| MultimonNG     | Multiplattform (Windows, Linux, Mac, u. A.) | Open Source unter GPL (v2)       |
| OpenPoc        | Windows/Linux                               | GNU General Public License (GPL) |
| PDW            | Windows                                     | Open Source unter GPL (v3)       |
| Poc32          | Windows                                     | Open Source unter GPL (v3)       |
| Radio Operator | Windows                                     | kommerziell (GPL-Verletzung)     |
| soRFmon        | Windows                                     | Freeware                         |
| pocsag-mrt     | GNU Radio                                   | Open Source unter GPL            |